# Лисянська Ганна Григорівна
Га́нна Григо́рівна Лися́нська (1 листопада 1917, Миколаїв — пом. 2 грудня 1999, Арад, Ізраїль) — українська і російська акторка театру і кіно, сценаристка єврейського походження.

## Біографія
Ганна Лисянська народилася 1 листопада 1917 в Миколаєві в театральній сім'ї. Її батько Гірш Лисянський був керівником Миколаївського єврейського театру. Мати Софія Дишліс і рідна тітка Дора Лисянська були акторками цього театру з 1913 року, а починали свою сценічну діяльність у 1912 в Херсоні в трупі Іллі Корика.
На початку 1920-х років родина Лисянських виступала в спектаклях робітничого клубу ім. Я. Свердлова, а маленька Нюся почала виходити на сцену Миколаївського театру юного глядача вже у шестирічному віці.
З 1932 до 1936 навчалась у театральній студії при Київському Театрі юного глядача. В 1935 працювала у Державному театрі музичної комедії УРСР (нині – Київський театр оперети).
В 1936 повернулась до Миколаєва, де працювала в Театрі юного глядача до 1938. Там вона грала в постановках за оповіданнями Шолом-Алейхема і до цих ролей вона згодом прийшла в останні роки життя.
Відомий миколаївський журналіст Борис Аров згадував: «Нюся Лисянська, вишукана красуня і примадонна. Її зісватав київський режисер Макаренко». В 1938 році Ганна була запрошена в трупу Київського ТЮГу, де грала Джульєтту в знаменитій трагедії Шекспіра, Юленьку в «Доходному місці» О. Островського, Олену в «Місяць у селі» І. Тургенєва та інші ролі.
У цьому театрі молоду акторку помітив сценарист Ігор Савченко. Завдяки йому Ганна в 1941 дебютувала в кіно, виконавши головну роль Насті у фільмі Григорія Гричер-Черіковера «Роки молодії» (Київська кіностудія, Ашхабадська кіностудія).
З 1949 - акторка Ленінградського Академічного театру драми ім. О. С. Пушкіна. Крім театру і кіно, Ганна Лисянська працювала на радіо і телебаченні. Тут вона знялася в опереті І. Дунаєвського «Наречені» (рос. "Женихи"), де зіграла Горпину Саввишну. У цій роботі вона виявила свої навички акторки оперети. З 1967 Ганна Лисянська починає виступати на сцені Ленінградського театру музичної комедії. Спочатку вона поєднувала роботу в двох театрах, після чого зупинила свій вибір на останньому.
В останні роки творчості Ганна Лисянська знову звернулась до теми єврейських персонажок. У театрі мініатюр «Експеримент» вона підготувала моновиставу «Одеське весілля» за Михайлом Жванецьким. У 1989 зіграла роль тітки у «Мистецтво жити в Одесі», через рік — роль мадам Вайнер в картині режисера О. Зельдовича «Занепад» за твором Ісаака Бабеля, а в 1991 році — роль матері великого єврейського сімейства у фільмі Дмитра Ханановича Астрахана «Изыди!».
В 1993 Ганна Лисянська важко захворіла, і за підтримки своєї близької подруги, акторки Ліліан Малкіної переїхала в Ізраїль до своїх родичів. Тут провела останні роки життя.
Померла 2 грудня 1999 в місті Арад. На пам'ятнику на її могилі є надписи російською і на івриті: «Акторці театру і кіно Анні Лисянській від прихильників».

## Фільмографія
- 1942: «Літа молодії» / Годы молодые — Настя Сорока
- 1942: «Як гартувалась сталь» / Как закалялась сталь — Христина
- 1942: «Відкриття сезону» / Открытие сезона — Катя Голубкова
- 1943: «Веселка» / Радуга — Малючиха
- 1944: «Дні і ночі» / Дни и ночи — Аня Клименко
- 1944: «Людина № 217» / Человек № 217 — Клава Васильєва
- 1944: «Черевички» (фільм-опера) / Черевички
- 1945: «Це було в Донбасі» / Это было в Донбасс — Маруся
- 1946: «Старовинний водевіль» / Старинный водевиль — Акулька (Акуліна Іванівна), покоївка Любушки
- 1947: «Сільська вчителька» / Сельская учительница — Дуня Острогова
- 1949: «Велика сила» / Великая сила — Євдокія Мілягіна, дружина директора інституту
- 1953: «Альоша Птицин виробляє характер» / Алёша Птицын вырабатывает характер — мати Гени
- 1953: «Звана вечеря» / Званый ужин — Надія Сергіївна
- 1954: «Велика родина» / Большая семья — бібліотекарка
- 1955: «Дванадцята ніч» / Двенадцатая ночь — Марія, камеристка Олівії
- 1955: «Овід» / Овод — дружина Грассіні
- 1957: «Оповідання про Леніна» / Рассказы о Ленине — Марія Ульянова
- 1957: «Смерть Пазухіна» / Смерть Пазухина — Настасія Іванівна Фурначьова
- 1958: «Матрос з «Комети»» / Матрос с «Кометы» — Марія Іванівна
- 1958: «Безодня» / Пучина — Глафіра Пудовна Боровцова
- 1963: «День щастя» / День счастья — дама з дівчинкою
- 1964: «Весінні клопоти» / Весенние хлопоты — дружина Івана Івановича
- 1964: «Зайчик» / Зайчик — ревнива дружина в літньому кафе
- 1965: «Велика котяча казка» (телеспектакль) / Большая кошачья сказка — матінка Короля
- 1966: «Ленін в Польщі» / Ленин в Польше — Надія Крупська
- 1967: «Заздрість» (телеспектакль) / Зависть — Анечка
- 1968: «Зикови» (телеспектакль) / Зыковы — Целованьєва Анна Марківна
- 1969: «Іспит на чин» / Экзамен на чин — Варя Фендрікова
- 1970: «Чарівна сила мистецтва» / Волшебная сила искусства — Мордатенкова
- 1971: «Надбання республіки» / Достояние республики — жінка, яка купила годинник
- 1972: «Брат мій» / Біздің Ғани — Н. К. Крупська
- 1973: «Виконуючий обов'язки» / Исполняющий обязанности — архітекторка «Сова»
- 1974: «Пам'ятай ім'я своє» / Помни имя своё — подруга Зінаїди
- 1975: «Кохання з першого погляду» / Любовь с первого взгляда — Надя
- 1977: «Народжена революцією» / Рождённая революцией — сусідка
- 1977: «Ніс» / Нос — дама
- 1978: «Три непогожих дня» / Три ненастных дня — Жердєва
- 1979: «Троє в одному човні, як не рахувати собаки» / Трое в лодке, не считая собаки — господиня салону, яку виконання комічних куплетів залишає без гостей
- 1980: «Лялька-Руслан і його друг Санька» / Лялька-Руслан и его друг Санька — бабуся малюка
- 1982: «Десь плаче іволга...» / Где-то плачет иволга… — гувернантка
- 1983: «Висока проба» / Высокая проба — теща Ільїна
- 1984: «Мистецтво жити в Одесі» / Искусство жить в Одессе — тітка Песя
- 1989: «Транті-Ванті» / Транти-Ванти — баба Груня
- 1990: «Захід» / Закат — мадам Вайнер
- 1991: «Вийди!» / Изыди! — мати єврейського сімейства
- 1993: «Швидкоплинні сади» / Мимолётные сады